# Jan Lechoń
Jan Lechoń, né Leszek Józef Serafinowicz le 13 mars 1899 à Varsovie, Royaume du Congrès, Empire russe et mort le 8 juin 1956  à New York, était un diplomate, un poète, un critique littéraire et théâtral polonais, cofondateur du mouvement littéraire Skamander et du Polish Institute of Arts and Sciences of America.

## Source de la traduction
- (en) Cet article est partiellement ou en totalité issu de l’article de Wikipédia en anglais intitulé « Jan Lechoń » (voir la liste des auteurs).